# Знаменский (Башкортостан)
Зна́менский — упраздненный в 1986 году посёлок Черкасского сельсовета Уфимского района Башкирской АССР. Стоял возле двух запруд в частично лесистой местности. Ныне — территория г. Уфы.

## Население
Преобладающая национальность — русские.
На 1 января 1969 года в пос. Знаменский Черкасского сельсовета проживало 65 человек.

## История
На 1 июня 1952 года, 1 января 1969 года, 1 июля 1972 года и 1 сентября 1981 года посёлок входил в Черкасский сельсовет.
Исключен из учетных данных Указом Президиума ВС Башкирской АССР от 12.12.1986 N 6-2/396 «Об исключении из учетных данных некоторых населенных пунктов»).

## Географическое положение
Расстояние до:
- районного центра (Уфа): 34 км,
- центра сельсовета (Черкассы): 3 км,
- ближайшей ж/д станции (Бензин): 12 км.